# Санча (деревня)
Санча — упразднённая деревня в составе муниципального образования «Нышинское» Можгинского района Удмуртской республики. Располагается на берегу одноимённой реки.

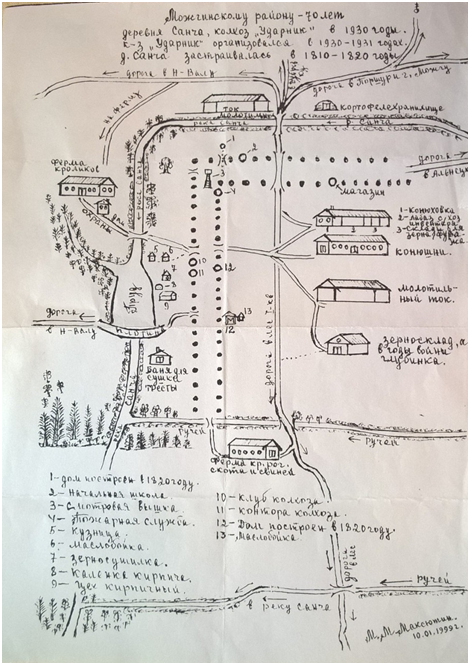
Схема деревни Санча

## История
Первоначально поселение входило в Можгинскую волость Елабужского уезда Вятской губернии. После преобразования волости в уезд поселение вошло в состав Поршурского сельсовета.
Во второй половине XX века люди стали покидать деревню, вследствие чего с 1978 года деревня является нежилой.

## Население
| 1873 | 1891 | 1920 | 1924 |
| ---- | ---- | ---- | ---- |
| 208  | 330  | 364  | 315  |